# Atsushi Abe
Atsushi Abe (阿部 敦?, Abe Atsushi; Ashikaga, 25 marzo 1981) è un doppiatore giapponese.
È rappresentato da Ken Production.

## Doppiaggio
In grassetto sono segnati i ruoli principali.

### Anime
2005
- Kotencotenco, Officer B[1]

2006
- Coyote Ragtime Show, Alex (ep 4)[1]
- Kekkaishi - Professione acchiappademoni, Boy A (ep 38), Classmate B (ep 19)[1]
- Nana, Male[1]

2007
- Shugo Chara - La magia del cuore, Kukai Souma[1][2]

2008
- A Certain Magical Index, Tōma Kamijō[1]
- Kimi ga aruji de shitsuji ga ore de, Assassin (ep 7)[1]
- Kyo Kara Maoh! 3[1]
- Linebarrels of Iron, Student[1]
- Nabari no Ō, Fuuma ninja (ep 3)[1]
- Shigofumi: Letters from the Departed, Tooru Kotake (ep 3, 6, 12)[1]
- Shugo Chara!! Doki, Kukai Souma[3]
- Tytania[1]
- World Destruction: Sekai Bokumetsu no Rokunin, Karakuri soldier[1]

2009
- Asu No Yoichi, Boy C
- Fullmetal Alchemist: Brotherhood, Ishvalan Boy (ep 18)
- Guin Saga, Marius[1]
- Tatakau Shisho: The Book of Bantorra, Rithly Charon
- A Certain Scientific Railgun, Tōma Kamijō

2010
- B Gata H Kei, Takashi Kosuda
- Bakuman., Mashiro Moritaka
- Maid-sama!, Hinata Shintani
- Katanagatari, Kazune Yasuri (ep 11)
- To Love-Ru, Yuu Kotegawa
- Sekirei, Kouji Takano
- A Certain Magical Index II, Tōma Kamijō[1]

2011
- Bakuman 2, Mashiro Moritaka
- Blood-C, Itsuki Tomofusa
- Cardfight!! Vanguard, Mark Whiting, Ren Suzugamori
- Gosick, Ambrose
- Letter Bee, Kamyu

2012
- Another, Kōichi Sakakibara
- Hyouka, Tomohiro Haba
- Bakuman 3, Mashiro Moritaka

2015
- Danchigai, Haruki Nakano

2016
- Norn9, Sorata Suzuhara

2017
- Elegant Yokai Apartment Life, Yūshi Inaba

2023
- 16bit Sensation, Mamoru Rokuda[4]

### OVA/ONA
- Mobile Suit Gundam Battlefield Record: Avant-Title, Zeon Soldier
- Ryokunohara Labyrinth: Sparkling Phantom, Takahashi Shuuichi
- Saint Seiya: The Lost Canvas - Meiō Shinwa, Unicorn Yato
- Xam'd: Lost Memories, Akiyuki Takehara[1]

### Film
- Astro Boy, Zane

### Videogiochi
- Gundam Assault Survive, Male Pilot Voice 2
- Blaze Union, Inzaghi
- Lylat Wars, NUS 64, Bill Grey, Andrew Oikonny
- Shin Megami Tensei: Devil Survivor Overclocked, Atsuro Kihara
- Norn9, Sorata Suzuhara
- Granblue Fantasy, Thelonim, Vitali
- Dengeki Bunko: Fighting Climax, Tōma Kamijō
- Stella Glow, Alto
- Dragon Quest VIII: L'odissea del re maledetto (versione 3DS), Cash
- Star Fox Zero, NUS 64, Bill Grey, Andrew Oikonny
- Fire Emblem Heroes, Tobin
- Fire Emblem Echoes: Shadows of Valentia, Tobin
- Million Arthur: Arcana Blood, Clone Mercenary Arthur
- Dragalia Lost, Farren
- Arknights, Spot / Castle-3
- Digimon Survive, Minoru Hinata
- Zenless Zone Zero, Wise

### CD Drama
- Shin Megami Tensei: Devil Survivor (2009), Kihara Atsuro